# Косуги, Кэйта
Кэйта Косуги (яп. 小杉啓太; род. 18 марта 2006) — японский футболист, защитник шведского «Юргордена». Победитель юношеского Кубка Азии 2023 года.

## Клубная карьера
Начинал заниматься футболом в клубе «Ниси Камакура», откуда затем перешёл в юношескую команду «Сёнан Бельмаре». В марте 2023 года приехал на просмотр в шведский «Юргорден», по итогам которого подписал с клубом контракт, рассчитанный на четыре года.

## Карьера в сборной
В июне 2023 года был вызван в сборную Японии до 17 лет для участия в юношеском Кубке Азии. На турнире провёл шесть матчей, был капитаном команды. Японцы дошли до финала, где в решающем матче против Южной Кореи победили со счётом 3:0 и стали чемпионами.
В ноябре 2023 года принимал участие в юношеском чемпионате мира в Индонезии. Косуги принял участие в трёх матчах группового этапа с Польшей (1:0), Аргентиной (1:3) и Сенегалом (2:0), а также в четвертьфинальном поединке с Испанией (1:2).